# Réseau privé virtuel des avocats
Le réseau privé virtuel des avocats (RPVA) est le réseau informatique sécurisé de la profession d’avocat en France. Il sert aux communications électroniques des avocats, notamment dans le cadre de la dématérialisation des procédures avec les juridictions judiciaires, elles-mêmes reliées entre elles dans le cadre du réseau privé virtuel justice (RPVJ). Il a été créé en 2005.

## Mise en place d'un réseau privé destiné à la profession d'avocat

### Nécessité
Dans le cadre de sa mission de représentation et d’organisation de la profession d'avocat sur le plan national et international, le Conseil national des barreaux (CNB) a, dès 2004, décidé de doter la profession d’un réseau informatique sécurisé lui permettant de répondre collectivement à l’ensemble des besoins de la profession, connus ou susceptibles de se révéler.
Dans un contexte de profondes mutations technologiques, de croissance de l’utilisation d’internet et des nouvelles technologies de l’information et de dématérialisation des supports, la profession devait être dotée d’outils accompagnant ces mutations tout en garantissant un niveau de sécurité optimal à la hauteur des obligations déontologiques et professionnelles que l'avocat se doit de respecter.
C’est pour répondre à ces besoins et tenir compte de l’impact des nouvelles technologies sur la pratique professionnelle de l'avocat, et plus particulièrement sur ses incidences en matière de déontologie et de respect du secret professionnel, que le Conseil national des barreaux a mis en place le réseau privé virtuel des avocats (RPVA) et conçu la plateforme e-barreau. 
Ainsi, le Conseil national des barreaux est responsable de la maintenance du logiciel chargé de l’interface d’accès des avocats aux services e-Barreau.

### Genèse: des expériences locales à la naissance d'une solution nationale
C’est à partir des années 2003 et 2004 que la profession a été réellement confrontée à la perspective de la communication électronique avec les juridictions. Certaines expériences ont été poursuivies localement mais il s'est vite avéré indispensable de mettre en place une solution nationale permettant d'assurer l’égalité entre les avocats, quelle que soit la capacité de leur barreau d’appartenance à accéder à la communication électronique.
Les 19 et 20 mars 2004, le Conseil national des barreaux a examiné un rapport sur la messagerie et l’accès Internet sécurisé pour les avocats. Son paragraphe introductif était le suivant :

« L’informatique et l’Internet sont parties intégrantes de la vie quotidienne des avocats et les professionnels que nous sommes ne peuvent, à titre individuel, qu’être tous impliqués à terme dans ces nouvelles technologies.
La mission de nos instances représentatives, au premier rang desquelles se place le Conseil national des barreaux, est de promouvoir l’accès d’un maximum, sinon de la totalité de nos confrères, aux nouvelles technologies, et ce en raison de la nécessité d’éviter en ce domaine une sorte de fracture sociale qui serait une fracture technologique.
La nature de nos activités, la confidentialité des éléments qui nous sont confiés par les clients, nos principes déontologiques devraient cependant appeler à une vigilance extrême.
Le Conseil national des barreaux entend insister pour que les avocats obtiennent de leurs prestataires des assurances techniques afin de protéger efficacement le flux d’informations sensibles que véhiculent leurs messageries électroniques.
Il réfléchit, par ailleurs, avec tous les acteurs de la profession, aux solutions utiles à notre communauté professionnelle. »

Dans le droit fil de cette première délibération, le Conseil national des barreaux a décidé, à l’occasion de son assemblée générale des 10 et 11 décembre 2004, de doter la profession d’un véritable intranet, de façon à pouvoir répondre collectivement à l’ensemble des besoins (connus ou susceptibles de se révéler) liés à l’exercice de la profession.

### Chronologie sommaire
- 10 et 11 décembre 2004 : adoption de l'architecture globale du RPVA par vote du Conseil national des barreaux  réuni en assemblée générale.
- 5 mai 2005 : première convention cadre signée par la Chancellerie et le Conseil national des barreaux, le service de communication e-barreau utilisera le RPVA pour la sécurisation des échanges
- 28 décembre 2005 : décret prévoyant l'installation de la communication électronique entre les barreaux et es juridictions par l'intermédiaire d'une interface entre le réseau privé virtuel des avocats (RPVA) et le réseau privé virtuel justice (RPVJ)
- 2007 : lancement des sites pilotes Lille, Marseille, Alès, Draguignan
- 28 septembre 2007 : signature de la seconde convention cadre nationale qui étend la portée des échanges à la matière pénale
- 1er janvier 2008 : l'ensemble des TGI sont en mesure de communiquer électroniquement avec le RPVA et le service e-barreau.
- 9 décembre 2009 : décret prévoyant l'entrée en vigueur au 1er janvier 2011 de la dématérialisation des procédures en appel avec représentation obligatoire (le déploiement auprès des cours d’appel a démarré en octobre 2009 et s’est poursuivi au cours du premier semestre 2010.
- 16 juin 2010 : signature de la troisième convention cadre qui étend la communication électronique aux procédures devant les cours d'appel et tribunaux d'instance.

## Fonctionnement et caractéristiques

### Interconnexion entre les avocats et les juridictions

#### Interconnexion sécurisée entre le RPVA et le RPVJ
Le Réseau privé virtuel des avocats sert notamment de support à la communication électronique des avocats avec les juridictions, dotées d'un réseau de communication propre, le Réseau privé virtuel justice (RPVJ). Les deux réseaux sécurisés sont interconnectés.
Le service e-barreau est une interface logicielle permettant aux avocats de communiquer de manière sécurisée avec les greffes (après s’être authentifié grâce à une clé électronique sécurisée personnelle) et de suivre l’état de leurs procédures en ligne sans se déplacer en passant par le réseau privé virtuel avocat (RPVA) mis en place et géré par le Conseil national des barreaux. Les juridictions sont, elles équipées d'un module de communication électronique avec les avocats (COMCI).

#### Le service e-barreau et la communication électronique avec les juridictions
Le déploiement de cette solution va de pair avec la politique de développement des nouvelles technologies mise en place par le ministère de la Justice (dont les grands axes ont été définis dans une circulaire ministérielle no 200700080460 en date du 17 juillet 2007) et avec la dématérialisation des procédures engagée au sein des juridictions et concrétisée par une première convention nationale sur le développement des nouvelles technologies de la communication visant à favoriser la communication électronique civile entre les tribunaux de grande instance et les cabinets d’avocats, signée entre la chancellerie et le Conseil national des barreaux le 5 mai 2005, suivie par une seconde signée le 28 septembre 2007 et enfin par celle du 16 juin 2010.

### Fonctionnalités proposées
En matière civile, il permet d'envoyer et recevoir les courriers électroniques et équivalents électroniques d'actes et pièces de procédure et de consulter les dossiers des affaires et le registre des audiences au tribunal judiciaire et à la cour d'appel et, effectuer leurs recours et placements.
En matière pénale, il permet d'envoyer et recevoir les courriers électroniques et équivalents électroniques d'actes et pièces de procédure.

### Sécurité des cabinets
Le RPVA permet également de sécuriser les communications électroniques et le réseau informatique du cabinet grâce à :
- un pare-feu certifié par le gouvernement français ;
- le chiffrement des données, certifié lui aussi par l'Agence nationale de la sécurité des systèmes d'information (ANSSI) diffusées par le cabinet vers le cloud des avocats ;
- l'authentification forte des avocats et signature électronique par certificats.

Le raccordement et la sécurisation de la liaison Internet (ADSL, SDSL…) des cabinets d’avocats au RPVA est majoritairement assuré par l’intermédiaire d’un boitier RSA  (« routeur sécurisé avocat ») et l’avocat pour s’authentifier aux services devra insérer sa clé USB cryptographique sur l’ordinateur utilisé.

### RPVA et mobilité
Le réseau privé virtuel avocats RPVA a intégré courant 2010 une solution de télétravail et de mobilité permettant  aux avocats d'accéder aux ressources informatiques de leur cabinet et de gérer leurs dossiers à distance, dans le respect de la sécurité et de la confidentialité, fondements de la profession d’avocat.
La solution mise en place permet ainsi de se connecter à la plate-forme e-barreau, hors du cabinet et depuis un ordinateur préalablement « déclaré ». Si le cabinet est équipé d’un serveur, le système permet également de bénéficier de toutes les fonctionnalités liées au télétravail (accès à distance aux ressources électroniques du cabinet de façon totalement sécurisée).

### Fonctionnement technique

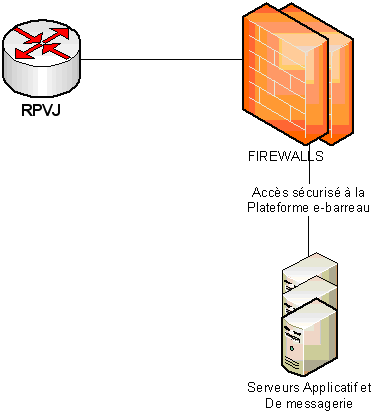
Schéma Technique du réseau de la plateforme e-barreau - Conseil national des barreaux

#### Schéma technique du réseau de la plateforme e-barreau
Actuellement[Quand ?], l’infrastructure technique du réseau privé sécurisé inter-avocat est composée d’accès à un réseau privé virtuel, d’une plateforme applicative constituée de différents serveurs placés sur différentes zones sécurisées. 
Les avocats ont également à leur disposition des certificats électroniques placés sur support USB cryptographique pour l’authentification aux services et la signature électronique des documents
S'agissant du réseau RPVA, un environnement pare-feu spécifique est relié à plusieurs zones sécurisées.
La plate-forme e-barreau fait partie d’une zone sécurisée dédiée de la plate-forme centrale RPVA.

#### Gestion sécurisée des accès par authentification forte
Pour l’authentification à la plateforme e-barreau il est utilisé un certificat d’authentification disponible sur support USB cryptographique. 
Concernant ce certificat, le Conseil national des barreaux se présente comme un prestataire de service de certificat électronique (PSCE) et plus précisément comme une autorité de certification (AC).

## Cadre juridique

### Les principales dispositions régissant la dématérialisation des procédures
Un arrêté du 7 avril 2009 relatif à la communication par voie électronique devant les TGI détaille les principes et modalités pratiques et techniques de communication électronique entre les avocats et les TGI .
- « Lorsqu’ils sont effectués par voie électronique entre avocats ou entre un avocat et la juridiction, dans le cadre d’une procédure devant le tribunal de grande instance, les envois, remises et notifications des actes de procédure, des pièces, avis, avertissements ou convocations, des rapports, des procès-verbaux ainsi que des copies et expéditions revêtues de la formule exécutoire des décisions juridictionnelles doivent répondre aux garanties fixées par le présent arrêté. » (art. 1).
- Le chapitre I, intitulé « Du système de communication électronique mis à disposition des juridictions » (articles 2 à 4) est consacré au Réseau Privé Virtuel Justice (RPVJ) et au système de communication mis en œuvre par les TGI.
- Le chapitre II, intitulé « De la sécurité des moyens d’accès des avocats au système de communication électronique mis à disposition des juridictions » (articles 5 à 8) consacre le RPVA, e-barreau et les responsabilités du Conseil national des barreaux.
- Le chapitre III, intitulé « De l’identification des parties à la communication électronique et sa fiabilité » (articles 9 à 14) détaille l’identification des avocats communiquant par voie électronique avec les juridictions.
- Le chapitre IV, intitulé « De la sécurité des transmissions » (articles 15 à 17) pose les principes en matière de sécurité des échanges avec les TGI.

Un décret no 2009-1524 du 9 décembre 2009 relatif à la procédure d'appel avec représentation obligatoire en matière civile  modifie les dispositions du code de procédure civile, relatives à la procédure d'appel ordinaire et introduit l’obligation de communication de tous les actes de procédure par voie électronique sous peine d’irrecevabilité.
- À compter du 1er janvier 2011, la déclaration d'appel avec représentation obligatoire en matière civile devra être faite exclusivement par voie électronique auprès du greffe. Cette règle s'imposera aux déclarations d'appel formées à compter du 1er janvier 2011.
- Au plus tard le 1er janvier 2013, les actes de procédure devront être transmis à la Cour d'appel par voie électronique, excepté (date fixée par arrêté).
- Les autres pièces de procédures (avis, avertissements ou convocations) sont également remis par voie électronique, sauf impossibilité pour cause étrangère à l'expéditeur.
- Le texte prévoit cependant une procédure particulière « en cas d'impossibilité pour une cause étrangère à celui qui l'accomplit » et encadre les dispositions transitoires.

Un décret no 2010-434 du 29 avril 2010 relatif à la communication par voie électronique en matière de procédure civile  prévoit que l'identification réalisée lors de la transmission des actes de procédure dressés par les auxiliaires de justice assistant ou représentant les parties, transmis aux juridictions par voie électronique selon les modalités prévues par les textes en application des art. 748-1 et suivants du code de procédure civile, vaut signature. Ces dispositions sont applicables jusqu'au 31 décembre 2014.
- Ce texte vient ainsi compléter et clarifier le dispositif relatif à la communication électronique de ces actes de procédures. En effet, les textes déjà parus ne régissaient que leur transmission et non leur établissement qui, en vertu des règles de procédure, doit nécessairement s'accompagner d'une signature.
- Il faut rappeler que l'article 930-1 du CPC, issu du décret no 2009-1524 du 9 décembre 2009 relatif à la procédure d'appel avec représentation obligatoire en matière civile, impose, à compter du 1er janvier 2011, la remise par voie électronique de certains actes de procédure.
- Ces dispositions, applicables jusqu'au 31 décembre 2014, assurent ainsi la mise en œuvre du dispositif en conformité avec les règles de procédure, dans l'attente de l'adaptation des applications métiers des juridictions leur permettant de lire la signature électronique apposée au moyen de dispositifs sécurisés de création électronique, telle que prévue au sens du décret no 2001-272 du 30 mars 2001 pris pour l'application de l'article 1316-4 du code civil et relatif à la signature électronique.

### Position de la jurisprudence
Le 9 septembre 2013, la Cour de cassation, par son avis no 15012, a précisé : « L’adhésion d’un avocat au « réseau privé virtuel avocat » (RPVA) emporte nécessairement consentement de sa part à recevoir la notification d’actes de procédure par la voie électronique. »

### Textes de référence en matière de dématérialisation des procédures
- Décret no 2009-1524 du 9 décembre 2009 relatif à la procédure d'appel avec représentation obligatoire en matière civile[3]
- Arrêté du 14 décembre 2009 relatif à la communication par voie électronique dans les procédures sans représentation obligatoire devant les cours d'appel[6]
- Décret no 2010-434 du 29 avril 2010 relatif à la communication par voie électronique en matière de procédure civile[4]

- Code de procédure civile - Titre XXI . Communication électronique[7]
- Code de procédure civile – Dispositions particulières à la cour d'appel. Procédure avec représentation obligatoire. Sous-section I : La procédure ordinaire[8].
- Code de procédure civile – Dispositions particulières à la cour d'appel. Procédure avec représentation obligatoire. Dispositions communes relatives à la communication électroniques[9]